# Arxiu Municipal de Palma
L'Arxiu Municipal de Palma és l'arxiu històric que conserva la documentació municipal de Palma. Custodia documentació sobre la ciutat des de 1718, encara que part d'ella fa referència a tota l'illa fins a 1836. L'arxiu va estar situat en el tercer pis de l'Ajuntament, fins a 1988, quan es va situar a la seu actual, l'edifici històric rehabilitat de Can Bordils.

## Història de l'arxiu
Arran de la conquesta catalana de Jaume I d'Aragó de 1229, l'organització administrativa de l'illa de Mallorca es caracteritza per la institució de la Universitat de la Ciutat i Regne de Mallorca, que exercia jurisdicció sobre tota l'illa i tenia la seva seu al mateix lloc que l'edifici de l'actual Ajuntament. Aquesta quedà abolida amb les reformes borbòniques de 1718, quan es creà a la capital un ajuntament amb competències únicament sobre el mateix municipi. No obstant això, davant la necessitat de fer front a alguns problemes d'àmbit general (sanitat, quintes, abastaments, etc.) continuà funcionant com a institució representativa del Regne juntament amb els dos càrrecs de síndics forans, que es mantingueren fins a la implantació de la Diputació Provincial en el segle xix.
L'any 1851, per disposició del Ministeri de Comerç, Instrucció i Obres Públiques es creà l'Arxiu Històric de les Balears, que havia de custodiar tots els fons que pertanyien a l'antic Regne de Mallorca. Així, al mateix edifici es mantingueren dos arxius, el pròpiament municipal i el del Regne de Mallorca. Aquest darrer es traslladà a la Casa de Cultura el 1955.

## Fons de l'arxiu
L'arxiu està constituït per la documentació produïda i rebuda pels òrgans que han desenvolupat funcions polítiques i administratives a l'Ajuntament, així com dels organismes autònoms dependents del municipi i que, a causa dels antecedents de la ciutat com a cap del Regne de Mallorca, depassen els límits de les seves competències i territori. També en formen part els fons documentals de procedència no municipal que per diversos motius han estat dipositats, donats o adquirits per l'Ajuntament per a la seva conservació i servei a la investigació. Conté 3.810 metres lineals de documentació, amb una dades compreses entre 1206 i el dia d'avui. Entre els fons existents destaquen el fons històric i administratiu de l'Ajuntament, el de la Casa de Socors (1908-1935), col·leccions factícies de la Universitat i Regne de Mallorca (s. XVI-XVII), Universal Consignació (pergamins) (segle xiv-XVII), Taula Nummulària (s. XVI-XVII), arxius familiars (Barceló, Cava, Cotoner, Desbrull, Ferrer, Julià, fons Llabrés, Naghtten, Pere d'Alcàntara Penya, Penya (Sóller), Pons, Bartomeu Rosselló-Pòrcel, Socies de Tagamanent i Soler (Menorca)), arxiu del Col·legi d'Horta, documentació gremial, al·legacions jurídiques, obres manuscrites i arxiu fotogràfic, entre d'altres.

## Història de l'edifici
Can Bordils està situat en una de les principals cruïlles de la ciutat antiga. Els orígens de la casa es remunten als temps més remots. En temps de la conquesta cristiana de 1229 pertanyia a un jueu anomenat Maimó Beniferaix. Des del segle xv fou la casa dels Sureda-Sanglada. Després passà als Bordils (s. XVII-XIX) i, d'aquests, als Villalonga-Escalada (s. XIX-XX). Les dues finestres renaixentistes de la façana estan decorades amb les armes dels Sureda i els seus successius enllaços amb els Moià i els Sanglada.
Sobre la casa es recolza l'arc de l'Almudaina. Es correspon amb una de les portes de la ciutat romana. Restes de la murada romana es mostren a la façana lateral de Can Bordils.

## Horari
De 9 a 14,00 h (de dilluns a divendres). De 16,15 a 19,45 (dilluns i dimecres). Juliol i agost obert només els matins